# Pokrowa

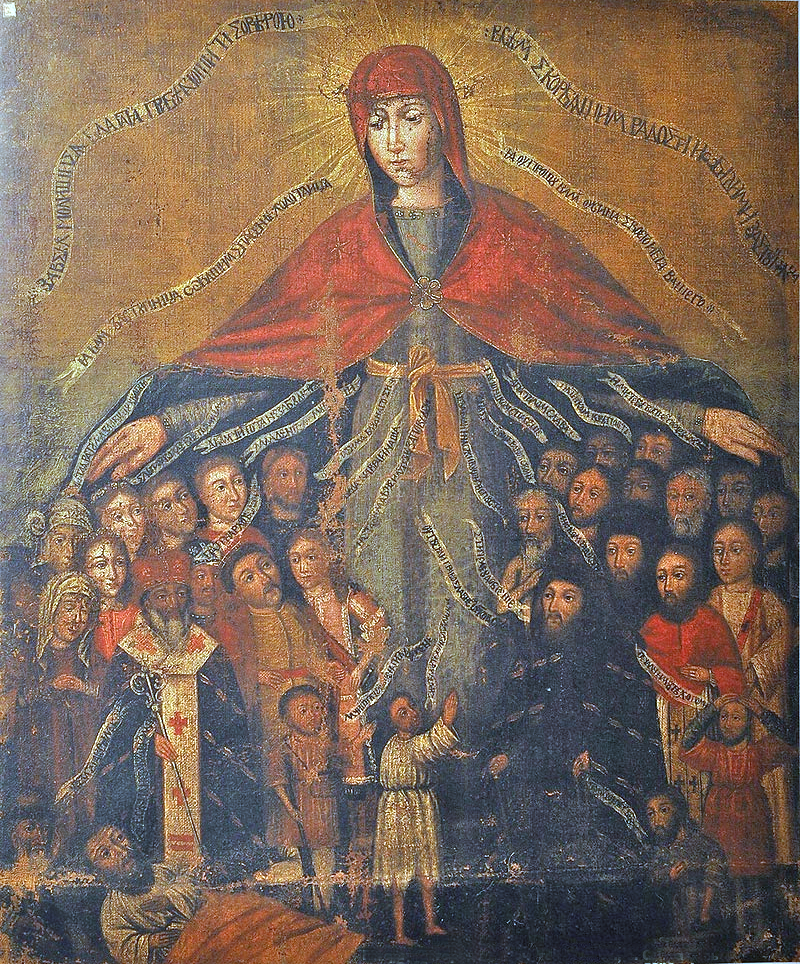
Kozacka ikona Pokrowy łącząca elementy sztuki wschodniego i zachodniego chrześcijaństwa (poł. XVII wieku, Stara Sól, obecnie Narodowe Muzeum Sztuki w Kijowie).

Pokrowa, Pokrow – święto Opieki Najświętszej Bogurodzicy lub Wstawiennictwa Bogurodzicy i Zawsze Dziewicy Maryi, obchodzone w Kościołach prawosławnych i katolickich Kościołach wschodnich tradycji bizantyjskiej, poświęcone opiece Bożej nad ludźmi za wstawiennictwem Maryi.

## Dzień obchodów
Święto szczególnie popularne jest w Rosji, na Białorusi i Ukrainie. W tamtejszej tradycji prawosławnej, ukształtowanej pod wpływem ruskiej metropolii kijowskiej oraz Cerkwi rosyjskiej, celebruje się je jako najważniejsze święto po 12 głównych wielkich świętach. Uroczystość Opieki Przenajświętszej Bogurodzicy przypada na 1 października według kalendarza juliańskiego lub 14 października według „nowego stylu”.
Dzień Pokrowy ma także bogate odbicie w kulturze ludowej Słowian wschodnich jako kończący sezon jesiennych prac.
W greckim kalendarzu święto Opieki Matki Bożej (gr. Αγίας Σκέπης Θεοτόκου) zostało przeniesione na 28 października. Jest to od 1940 roku państwowe święto, dzień wolny od pracy, Dzień Ochi.

## Ikona
Pokrowa to także rodzaj ikony Matki Boskiej jako orędowniczki, pośredniczki i opiekunki ludzkości. Przedstawia ono Bogurodzicę trzymającą w dłoniach rozpostarty szal, unoszącą się nad zgromadzonym ludem (postacie świętych, duchownych, władców i in.) i mającą po bokach świętych lub aniołów. Inne warianty tego przedstawienia pokazują Maryję z rozłożonymi rękami, zaś wspomniana szata jest trzymana przez aniołów.
Odpowiednikiem tego rodzaju ikonografii maryjnej w sztuce zachodniego chrześcijaństwa jest Matka Miłosierdzia (łac. Mater Misericordiae), zwana też Schutzmantelmadonna (z niem. 'Madonna z płaszczem obrony'). Do znanych przedstawień tego typu należy m.in. Madonna z Ravensburga.

## Nazwa
Starocerkiewnosłowiański słowo Покровъ (Pokrow - przykrycie), jak i podobne słowa z języków słowiańskich (biał. Покрыва, Пакроў, ros. Покров, ukr. Покрова), a również greckie Σκέπη (Sképē ), mają złożone znaczenie: odnoszą się do płaszcza lub całunu, ale oznaczają również ochronę lub wstawiennictwo. Słowo "pochrowa" lub pokrowce używane jest też na określenie bielizny kielichowej osłaniającej patenę i kielich. Z tego powodu nazwa święta jest różnie tłumaczona. Współcześnie w Polsce zarówno w PAKP, jak i w UGKC używa się określenia „Opieka”.

## Geneza
Święto Pokrowy wywodzi się z żywego w Cesarstwie Bizantyńskim kultu relikwii Matki Bożej. W kościołach Bizancjum przechowywano m.in. pasek i chustę Maryi. Niejednokrotnie ocalenie miasta przed atakiem nieprzyjacielskiej floty przypisywano bezpośredniej interwencji Matki Bożej, na przykład w roku 626 podczas oblężenia Konstantynopola czy w 860 podczas ataku Rusów, gdy po zanurzeniu w morzu szala Maryi miały rzekomo powstać olbrzymie fale, które zniszczyły nieprzyjacielskie okręty.
Według wschodniej tradycji prawosławnej objawienie Opieki Matki Bożej miało miejsce za panowania Leona VI Filozofa w 910 w kościele Matki Bożej w dzielnicy Konstantynopola Blacherny, gdzie były przechowywane relikwie Maryi (szata, welon, część jej pasa). W tym czasie mury miasta oblegały wrogie wojska – według różnych przekazów – Saraceni lub Rusowie. Przerażeni mieszkańcy zebrali się we wspomnianym kościele na całonocnym czuwaniu modlitewnym. W niedzielę 1 października nad ranem św. Andrzej, jurodiwy, który był niewolnikiem pochodzenia słowiańskiego, zobaczył otwartą kopułę kościoła i Matkę Bożą unoszącą się w powietrzu, jaśniejącą w otoczeniu aniołów i świętych. Maryja rozpostarła swój welon (właściwie maforion) nad wszystkimi ludźmi w kościele jako znak swojej opieki nad światem.
Święty Andrzej znalazł potwierdzenie swojego widzenia u swego ucznia, św. Epifaniusza, który stał obok niego. On również ujrzał to cudowne zjawisko.

## Świątynie
Cerkwie pod wezwaniem Opieki Matki Bożej (Pokrowy; ros. Покровский собор, sobór Pokrowski, Церковь Покрова Пресвятой Богородицы, cerkiew Pokrowa Najświętszej Bogurodzicy) pojawiły się na Rusi w XII wieku. Oprócz świątyń miano to mają także liczne monastery.
W Polsce omawiane wezwanie noszą (lub nosiły) m.in.: Katedra Pokrowa Matki Bożej w Olsztynie, dawna cerkiew w Szlachtowej (obecnie kościół Matki Boskiej Pośredniczki Łask), cerkiew w Choroszczy, Puchłach, Gródku, Turkowicach, Sławatyczach, Nowosiółkach Dydyńskich, Zubaczach i Wysowej-Zdroju.
Za analogiczne można też uznać wezwania katedry Najświętszej Maryi Panny w Sydney (Mary, Help of Christians, Najświętszej Maryi Panny Wspomożycielki Wiernych), Church of the Intercession, New York Kościoła Episkopalnego w Stanach Zjednoczonych i wiele innych.

## Toponimy
O popularności kultu Pokrowy świadczą liczne toponimy:
- Federacja Rosyjska: Pokrow (Покров, w tym miasto Pokrow), Pokrowka (Покровка), Pokrowsk (Покровск): m.in. Pokrowsk w Jakucji i dawna nazwa Engelsa, Pokrowski, Pokrowskij (Покровский), Nowo-Pokrowski(inne języki) (Ново-Покровский), Nowopokrowski(inne języki) (Новопокровский), Pokrowskaja(inne języki) (Покровская), Pokrowskoje (Покровское): m.in. Pokrowskoje;
- Białoruś: Pakrowka (Пакроўка);
- Ukraina: Pokrow, Pokrowka (Покровка), Pokriwka(inne języki) (Покрівка), Pokrowce (Покрівці), Pokrowsk (Покровськ), Pokrowśke (Покровське);
- Mołdawia: Pocrovca;
- Polska: Pokrówka, dawny Pokrowsk[11].